# 丹尼尔·伯克
丹尼尔·伯克（英語：Daniel Burke，1974年5月2日—），澳大利亚男子赛艇运动员。他曾代表澳大利亚参加2000年夏季奥林匹克运动会赛艇比赛，获得男子八人单桨有舵手银牌。